# Казачье (Чутовский район)
Казачье (укр. Козаче) — село,
Филенковский сельский совет,
Чутовский район,
Полтавская область,
Украина.
Код КОАТУУ — 5325483705. Население по переписи 2001 года составляло 25 человек.

## Географическое положение
Село Казачье находится на одном из истоков реки Свинковка,
на расстоянии в 1 км от села Никоноровка.
По селу протекает пересыхающий ручей с запрудой.
Рядом проходит автомобильная дорога Т-1722.